# Berberin
Berberin är en alkaloid som finns i roten och veden av berberisväxter (bland annat Berberis vulgaris). Ämnet bildar gula, tunna kristallnålar som är luktlösa men med mycket bitter smak.
Berberin används till gulfärgning av läder, trä, ull och silke. I ultraviolett ljus avger berberin ett starkt gult fluorescerande sken. Det sker en omfattande forskning för att klarlägga och förstå de positiva effekter som berberin kan ge inom en rad olika medicinska områden. 